# Пильнги
Пильнги — река на острове Сахалин.
Впадает в Охотское море. Протекает по территории Ногликского городского округа. Общая протяжённость реки составляет — 42 км. Площадь её водосборного бассейна насчитывает 274 км². При прохождении тайфунов на реке возможны наводнения.

## Данные водного реестра
По данным государственного водного реестра России относится к Амурскому бассейновому округу.
Код объекта в государственном водном реестре — 20050000212118300002221.